# هربرت فيسك جونسون سينيور
هربرت فيسك جونسون سينيور (بالإنجليزية: Herbert Fisk Johnson, Sr.)‏ هو شخصية أعمال أمريكي، ولد في 27 مايو 1868، وتوفي في 14 فبراير 1928.